# Eupsophus calcaratus
Zachaenus roseus és una espècie de granota que viu a Xile i es troba moderadament amenaçada, però la manca de dades suficients fa que sigui difícil concretar el nombre d'exemplars vivents o endegar mesures de protecció.
Aquesta granota fa entre 31 i 36 mm i presenta una pell moderadament rugosa, de tonalitats diverses amb predomini del color gris. Habita en els boscos temperats, a prop de cursos d'aigua i aprofita les cavitats del terra humides (com ara clots de les roques o branquetes a la riba dels pantans) per pondre els ous de les seves cries, que són vigilats per mascles i femelles.